# Джон Хенри Тилдън
Джон Хенри Тилдън (на английски: John Henry Tilden) е американски лекар, радетел на движението за естествена хигиена.

## Биография
Роден е на 21 януари 1851 година във Ван-Беренсберг, Илинойс, САЩ, в семейството на д-р Джоузеф Г. Тилдън. Започва да учи медицина под ръководството на баща си. През 1872 г. завършва Медицинският университет в Синсинати, Охайо. Започва да практикува медицина в Нокомис (Илинойс) в продължение на осем години. В същото време, през 1877, взима докторантура от Медицинския колеж в Сейнт Луис, Мисури, където в периода 1879 – 1881 води лекции по анатомия и физиология. През 1881 се премества в Личфийлд, където практикува четири години. През 1882 е избран за хоноруван професор по анатомия в Сейнт Луис. През 1890 г. се премества в медицинско заведение в покрайнините на Денвър, Колорадо.
Още през първите си години на практика в Илинойс, д-р Тилдън започва да поставя под въпрос използването на лекарства при лечение на болести. Огромните му познания в областта на медицината го навеждат на мисълта, че трябва да има начин да се живее така, че да не се развие болестта. Когато отива на работа в Денвър, той започва да развива своята теория за изчистване на организма от токсичните отрови.
През 1900 г. започва да издава месечното списание „The Stuffed Club“, което през 1915 г. е преименувано на „The Philosophy of Health“, а през 1926 г. на „Health Review and Critique“. Основната цел на публикацията е не печалба, а разпространение на учението на лекаря. С течение на времето, това разпространение обхваща не само Съединените щати, но и чужбина, дори и Австралия.
През 1873 г., Тилдън се жени за Ребека Мадукс. Те имат две деца – дъщеря Eдна, родена през 1876, и Елси, роден през 1878, който почива през 1884 г.
Умира на 1 септември 1940 година в Денвър на 89-годишна възраст.